# Колосок

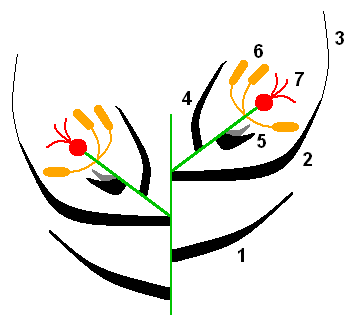
Колосок, схема строения:
1. колосковые чешуи;
2. нижняя цветковая чешуя;
3. ость;
4. верхняя цветковая чешуя;
5. лодикулы, или цветковые плёнки;
6. тычинки;
7. завязь с рыльцевыми ветвями

Колосо́к (лат. spícula) — структурный элемент сложного соцветия в некоторых семействах цветковых растений, особенно в семействе Злаки, или Мятликовые (Poaceae). Колосок может быть элементом сложного колоса (например, у пшеницы) или метёлки (например, у трясунки).

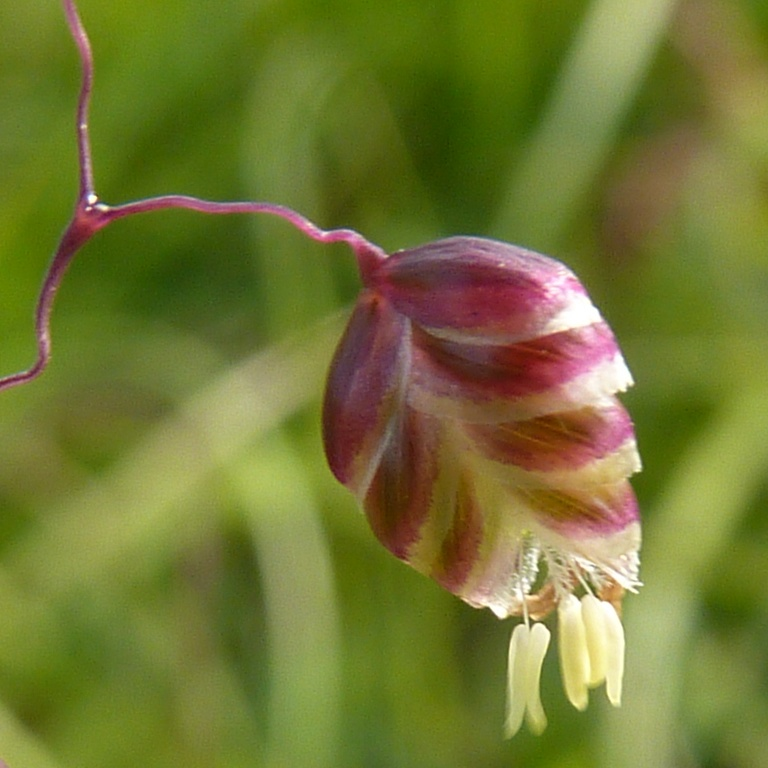
Колосок Трясунка средняя|трясунки средней (Briza media) крупным планом; видны свешивающиеся тычинки

В составе колоска выделяют следующие структурные элементы:
- ось колоска (лат. rachilla) — располагается на главной оси сложного колоса;
- колосковые чешуи (лат. glumae) — видоизменённые чешуевидные листочки в основании колоска злаков; различают нижнюю и верхнюю колосковые чешуи;
- нижняя цветковая чешуя, или лемма (лат. lemma) — чешуя, в пазухе которой располагается, согласно разным теориям строения цветка и колоска злаков, либо цветок, либо укороченный побег, заканчивающийся цветком;
- верхняя цветковая чешуя, или палеа (лат. palea) — чешуя, которая, согласно разным теориям, либо образуется при срастании двух листочков наружного круга простого околоцветника покровного цветка, либо является прицветным листом беспокровного цветка;
- цветковые плёнки, или лоди́кулы (лат. lodiculae) — маленькие бесцветные мясистые чешуйки, которые, согласно разным теориям, являются либо листочками внутреннего круга простого околоцветника покровного цветка, либо прицветными листьями беспокровного цветка; различают вентральные лодикулы, находящиеся со стороны нижней цветковой чешуи, и дорзальные лодикулы, находящиеся со стороны верхней цветковой чешуи;
- ость (лат. arista) — тонкий заострённый отросток на цветковой или колосковой чешуе.

Характеристики структурных элементов колоска являются важными диагностическими признаками для целей систематики семейства Злаки.